# Souka (Dapélogo)
Pour les articles homonymes, voir Souka.
Souka est une localité située dans le département de Dapélogo de la province de l'Oubritenga dans la région Plateau-Central au Burkina Faso.

## Santé et éducation
Le centre de soins le plus proche de Souka est le centre de santé et de promotion sociale (CSPS) de Dapélogo tandis que le centre médical avec antenne chirurgicale (CMA) de la province se trouve à Ziniaré.
Le village possède un centre permanent d'alphabétisation et de formation.